# Gregorian
Gregorian é um projeto musical alemão, liderado por Frank Peterson, cantando cantos gregorianos inspirados em versões modernas das músicas pop e rock dos anos 60, 70, 80, 90 e 2000. É principalmente produzido pela Nemo Studio e várias outras gravadoras da Europa. Um dos mais bem sucedidos projetos pop de fusão clássica, Gregorian mistura pop e rock com cantos gregorianos.

## Biografia
Originalmente, Gregorian foi considerado como mais um grupo pop-oriental no estilo de Enigma. Seguindo esta ideia, foi gravado o álbum de 1991, Sadisfaction, com os vocais feitos pelas cantoras do The Sisters of Oz: Susana Espelleta (que na época era a mulher de Peterson) e Birgit Freud. Entretanto, este foi só um álbum deste estilo, que mais tarde (oito anos depois) conceberia o projeto Gregorian.
Em 1998, Peterson e seu pessoal reinventaram o projeto para transformar sons populares em estilos gregorianos. Os critérios para a seleção de música foram estritos; para ser considerada, ela precisava ser traspassável em uma escala de sete tons. Depois, com as músicas escolhidas, foram contratados doze vocalistas, previamente escolhidos através de uma sessão de testes de coro.
Cada álbum de Gregorian é inicialmente digitalizado e monitorado pela Nemo Studio, um estúdio do Peterson que fica em Hamburgo. Os cantores, em seguida, gravaram partes da música em uma igreja com a atmosfera de trêmulas luzes e velas, condizendo com o que Peterson havia dito em uma entrevista em 2001 como uma "Fria e Técnica" atmosfera de um estúdio.
O conceito provou ser um sucesso, e o grupo continuou gravando mais álbuns, como a saga Masters of Chant. Em 2004 lançaram The Dark Side, ao qual foi dado maior ênfase no elemento de rock e incluiu músicas do Nine Inch Nails e The Doors.
Em 2005, The Masterpieces, uma compilação de um DVD ao vivo que foi lançado, depois veio Christmas Chants, um álbum que no final de 2006 foi o penúltimo álbum de Gregorian. O álbum Masters of Chant Chapter VI, que foi o último álbum, foi lançado em 28 de Setembro de 2007, excluindo a coletânea earBook Chants & Mysteries, na qual foi lançada simultaneamente com o último, e o lançamento de Christmas Chants & Visions, na qual foi lançada no final de 2008 como um relançamento do álbum de 2006: Christmas Chants, com um bônus de duas músicas.

### Turnês (Tours)
Gregorian faz diversas turnês em várias partes da Europa, nos EUA e no Japão. Os DVDs de concertos ao vivo são lançados destes shows, sempre fazendo shows de acordo com o tema e as músicas do último álbum.
As últimas duas turnês de Gregorian se absteve na Europa, na última, que ocorreu entre 30 de novembro de 2008 e 21 de Dezembro de 2008, os shows foram feitos em sua maioria na Alemanha, mas também com shows em Praga (na República Tcheca) e em Bratislava (na Eslováquia).

### Membros
Os membros do grupo de coro de Gregorian são Richard Naxton (Naxos), Johnny Clucas (Johnny), Dan Hoadley (Dan), Chris Tickner (Chris T.), Richard Collier (Rich), Gerry O'Beime (Gerry), Lawrence White (Lorro) e Rob Fardell (Rob F.).
Outros que também contribuíram com o projeto Gregorian, tanto com sua voz quanto em composição, são Frank Peterson, Amelia Brightman (irmã da Sarah Brightman), o pessoal do Nemo Studio, entre outros.

## Discografia
Gregorian lançou sete álbuns da série Masters of Chant, na qual ele é dividido em "Capítulos", e um grande número de outros álbuns, incluindo o álbum Christmas Chants. Eles também lançaram dois tipos de vídeo álbum, que foram concertos ao vivo mostrando os cantores em vários cenários ambientados com o tema das músicas e dos álbuns que cantaram.
O tempo para lançamento entre um álbum e outro é de cerca de dois anos.

### ÁlbunsMasters of Chant
- 1999: Masters of Chant
- 2001: Masters of Chant Chapter II
- 2002: Masters of Chant Chapter III
- 2003: Masters of Chant Chapter IV
- 2006: Masters of Chant Chapter V
- 2007: Masters of Chant Chapter VI
- 2009: Masters of Chant Chapter VII
- 2011: Masters of Chant Chapter VIII
- 2012: Epic chants
- 2013: Masters of Chant Chapter IX
- 2019: 20/2020

### Outros álbuns
- 1991: Sadisfaction (Que não pode ser considerado em si um integrante do projeto Gregorian)
- 2004: The Dark Side (chamado Masters of Chant V na Oceania, mas distinto do álbum de 2006 com mesmo nome)
- 2005: The Masterpieces ("Best of" CD e em DVD ao vivo)
- 2006: Christmas Chants
- 2007: Masters of Chant (Curb Records)
- 2007: Chants & Mysteries
- 2014: Winter Chants

### Vídeo álbuns
- 2001: Masters of Chant in Santiago de Compostela
- 2001: Moments of Peace in Ireland
- 2002: Masters of Chant Chapter III
- 2003: Gold Edition
- 2005: The Masterpieces
- 2007: Masters of Chant: Live at Kreuzenstein Castle
- 2008: Christmas Chants & Visions